# Moral tributária
Moral tributária  é um conjunto de valores e princípios éticos que norteiam as ações da administração tributária e dos contribuintes.

## Conceito
Esse conceito surgiu como uma nova forma de olhar o direito tributário, não visto apenas como ordem coativa  baseada no dogma da autoridade mas também um instrumento de conformação social legitimado socialmente. Em outras palavras, de uma mudança  positivista do Direito de Hans Kelsen, onde a norma positivada pela autoridade competente não necessita ser justa para ser válida.
Há, desse modo, uma migração de Estado sancionador para um Estado prestador que possui o dever de demonstrar de forma pública e transparente, as razões legítimas que levam o indivíduo a cumprir as normas jurídicas. O filósofo político alemão Jürgen Habermas é um dos defensores que o direito deve ser ser cumprido em razão da sua legitimidade e não apenas pela coerção estatal.
Com isso há maior valorização da transparência, fortalecimento do diálogo com a sociedade e a preocupação com a assistência e prestação de serviços como vitais para o desenvolvimento da confiança dos contribuintes.

### Moral tributária para o contribuinte
Segundo  pesquisa  de  Benno  Togler,  os  EUA,  comparado  com  os  144  países avaliados  no  World  Values  Survey,  é  o  país  em  que  se  encontra  a  maior  moral tributária dos contribuintes.

### Moral tributária para a Administração Tributária
O jurista Klaus Typke comenta que a experiência mostra que as pessoas leigas quase nunca se encontram em condições de apresentar corretamente suas declarações. Em lugar de acudir somente ao procedimento sancionador, a Administração Tributária deveria investir enormemente nos serviços de assistência ao contribuinte e formar uma opinião pública da importância dos impostos para a vida em sociedade.
Seguindo essa moderna orientação tributária, no Brasil, a Secretaria da Receita Federal do Brasil, tem desenvolvido projetos para reforçar a moral tributária.